# The Voice (песня)
The Voice (Голос) — песня, исполняемая Эймар Куинн и победившая на конкурсе песни Евровидение в 1996 году со 162 баллами (высшая оценка от 7 стран). Это была седьмая победа Ирландии на Евровидении в целом.
В UK Singles Chart песня продержалась две недели, достигнув на пике 40 позиции.